# Evangelische Kirche Vollmarshausen

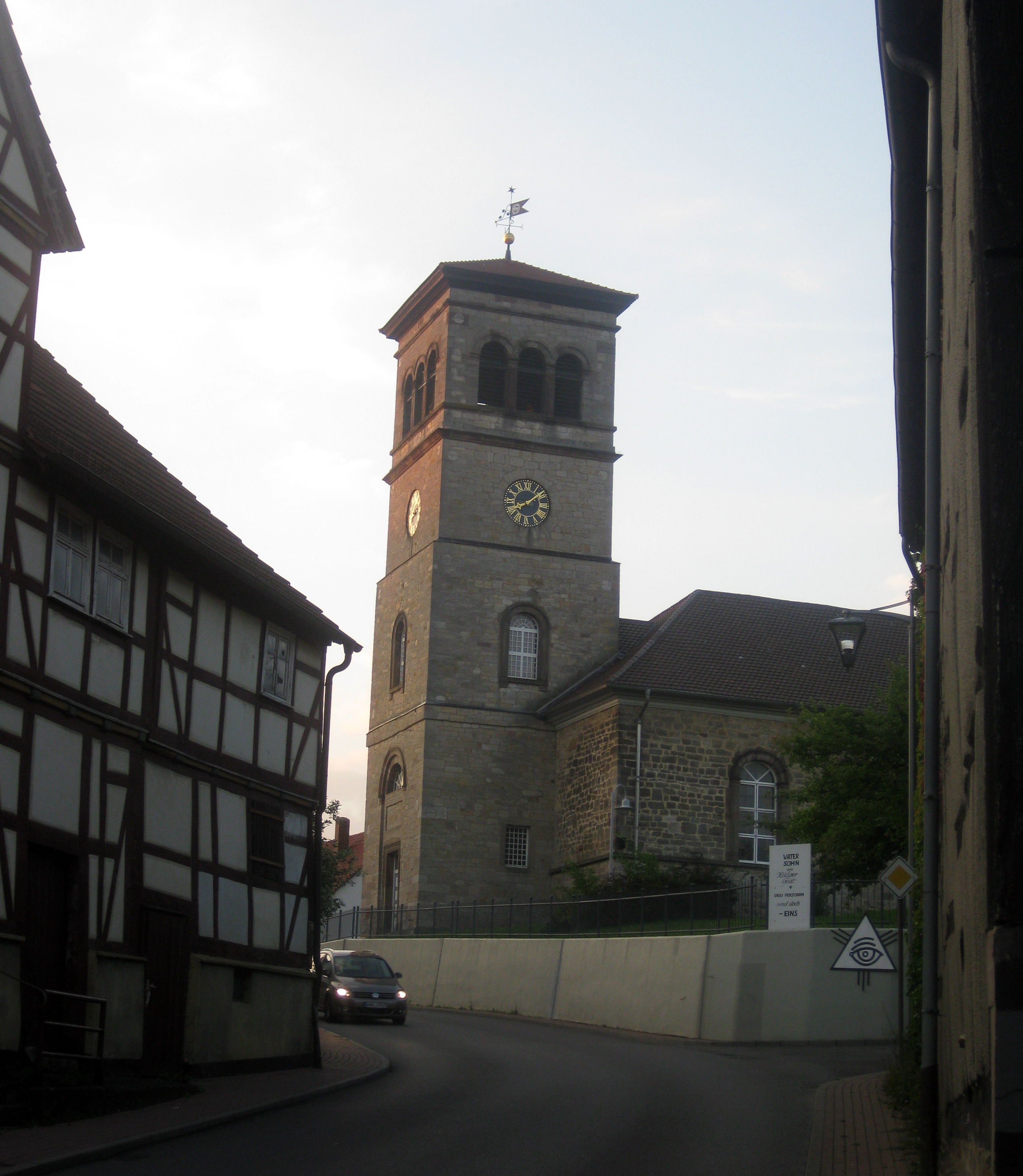
Evangelische Kirche Vollmarshausen

Die Evangelische Kirche Vollmarshausen steht in Vollmarshausen, einem Ortsteil der Gemeinde Lohfelden im Landkreis Kassel in Nordhessen. Die Kirchengemeinde Vollmarshausen gehört zum Kirchenkreis Kaufungen im Sprengel Kassel der Evangelischen Kirche von Kurhessen-Waldeck.

## Gebäude
Der heutige Saalbau mit Westturm wurde von Daniel Engelhard entworfen und von 1838 bis 1839 gebaut. Der Bau wurde an der Stelle einer zu Beginn des 19. Jahrhunderts wegen Baufälligkeit abgerissenen Kirche errichtet. Dieser Vorgängerbau war in vorgotischer oder byzantinischer Bauart ausgeführt und teilweise gotisiert; eine Abbildung des Gebäudes ist nicht erhalten. Es gab wohl auch eine Kirchhofsringmauer aus romanisch-gotischer Zeit mit ovaler Grundform.
Die Formensprache des Neubaus folgt dem Klassizismus, Grundriss und Turm gleichen jedoch einer byzantinischen Basilika. Das Gebäude bot Platz für 310 männliche und 290 weibliche Personen. Altargerät, Taufstein, Glocken und der Kelch wurden vom Vorgängerbau übernommen. Der spätgotische Taufstein mit Blendmaßwerk befindet sich im Turm.
Von 1966 bis 1968 erfolgte eine Umgestaltung des Innenraumes, darunter die Aufhebung der Sitzplätze nach Ständen und Geschlecht, sowie die Installation einer neuen Orgel durch die Orgelbauanstalt R. Böhm aus Gotha.

## Geschichte
Der Pfarrer von Vollmarshausen besaß 1368 Güter in Ochshausen, und da die Kirche zu Vollmarshausen älter sei wurde vermutet, dass Ochshausen zu Vollmarshausen gehörte. Neben der Kirche stand einst eine landgräfliche Burg, die aber schon von Landgraf Moritz abgebrochen wurde.
1954 wurde die evangelische Kirchengemeinde Wellerode aus dem Kirchspiel Vollmarshausen ausgepfarrt.